# Phalaenopsis wilsonii
Phalaenopsis wilsonii Rolfe, 1909 è una pianta della famiglia delle Orchidacee.

## Descrizione
È un'orchidea di piccola taglia, una miniatura, a comportamento epifita, come tutte le specie del genere Phalaenopsis a crescita monopodiale. Presenta un corto fusto, avvolto da 4-5 foglie, (ma a volte è senza foglie o con 1-2 foglie per fioritura) che si presentano a volte violacee e spesso rossastre alla base, a forma da oblunga a sub-ellittica. La fioritura avviene normalmente in primavera, mediante un'infiorescenza che aggetta lateralmente, arcuata, pendula, di lunghezza variabile, fino a 20 centimetri, con rachide a zig-zag, portante pochi fiori. Questi sono grandi mediamente 4 centimetri, sono profumati, si aprono contemporaneamente e sono di colore rosa pallido in petali e sepali, entrambi di forma ovato-lanceolata. Il labello è a forma trilobata con i lobi laterali rialzati ed è di colore rosa più carico con macchie gialle.

## Distribuzione e habitat
La specie è diffusa in Tibet, Cina meridionale, Myanmar e Vietnam.
Cresce epifita su alberi della foresta montana, da 800 a 2200 metri sul livello del mare.

## Sinonimi
Polychilos wilsonii (Rolfe) Shim, 1982

Kingidium wilsonii (Rolfe) O.Gruss & Roellke, 1996

Doritis wilsonii (Rolfe) T.Yukawa & K.Kita, 2005

Phalaenopsis minor F.Y.Liu, 1988

Phalaenopsis chuxiongensis F.Y.Liu, 1996

Phalaenopsis wilsonii f. azurea Z.J.Liu & Z.Z.Ru, 2006

## Coltivazione
Questa pianta è bene coltivata in panieri appesi, su supporto di sughero oppure su felci arboree e richiede in coltura esposizione all'ombra, temendo la luce diretta del sole, con temperature fresche nella fase di riposo, da aumentare moderatamente nella fase della fioritura, quando occorre anche somministrare acqua.